# Marc Thuet
Pour les articles homonymes, voir Thuet.
 (septembre 2013).
Marc Thuet, né en 1963 en Alsace (France), est chef cuisinier à Toronto (Canada).

## Biographie
Marc Thuet a commencé son apprentissage dans le restaurant de son oncle à l'âge de 12 ans. Il a reçu sa formation au lycée hôtelier de Strasbourg.
Dans son restaurant « La conviction » situé à Toronto, il emploie d'anciens prisonniers à qui souhaite donner une chance de se réinsérer.
Au cours de sa carrière professionnelle, Marc a travaillé dans des restaurants et hôtels classés 2 à 3 étoiles.
Marc Thuet est notamment connu pour son utilisation de produits fraîchement cultivés et achetés au marché. Il achète et tue lui-même les animaux dans des fermes mennonites.
Depuis 2009, il anime la série de télé-réalité Présumés Cuisiniers (VO : Conviction Kitchen) dans laquelle il doit choisir 12 employés parmi 24 ex-détenus. En France, la série est diffusée tous les mardis soir sur la chaine W9.

## Parcours professionnel
- 2009 – : Conviction Restaurant – Toronto, chef et copropriétaire
- 2008 – : Petite Thuet – Toronto, chef et copropriétaire
- 2007 – : Atelier Thuet - Toronto, chef et copropriétaire
- 2008 – 2009 : Bite Me! – Toronto, chef et copropriétaire
- 2005 – 2008 : Bistro & Bakery Thuet – Toronto, chef et copropriétaire
- 2004 – 2004 : Rosewater Supper Club - Toronto, chef à domicile
- 2002 – 2004 : The Fifth - Toronto, chef cuisinier
- 1993 – 2002 : Centro - Toronto, copropriétaire, chef de cuisine
- 1989 – 1993 : Centro - Toronto, sous-chef
- 1986 – 1989 : Windsor Arms Hotel Courtyard Café ; Three Small Rooms – Toronto, sous-chef cuisinier
- 1984 – 1985 : Harbour Castle Hilton – Toronto, chef de parti
- 1982 – 1983 : The Dorchester Terrace Dining Room - Londres (Royaume-Uni), apprentis, commis

## Formation
- Restaurant, École Hôtelière, Strasbourg (France) (1980)

## Publication
- French Food My Way, Viking Canada, 2010.  (ISBN 978-0670064540)